# Sebo Ebbens
Sebo Onno Ebbens (Groningen, 31 oktober 1945) is een Nederlands hockeyer.
Ebbens speelde tussen 1966 en 1970 45 interlands voor de Nederlandse hockeyploeg. De verdediger maakte deel uit van de selectie die deelnam aan de Olympische Spelen van 1968. Hij speelde in clubverband voor Kampong uit Utrecht en was coördinator bij het Algemeen Pedagogisch Centrum in die stad.
Hij was ook docent natuurkunde.
Tegenwoordig houdt hij zich bezig met boeddhisme en schrijft hij boeken op dat gebied in Zutphen.
Joost Boks · 
Aart Brederode · 
Edo Buma · 
Sebo Ebbens · 
John Elffers · 
Jan Piet Fokker · 
Otto ter Haar · 
Gerard Hijlkema · 
Arie de Keyzer · 
Ewald Kist · 
Tippy de Lanoy Meijer · 
Frans Spits · 
Heiko van Staveren · 
Theo Terlingen · 
Kik Thole · 
Theo van Vroonhoven · 
Piet Weemers ·
Coach: Piet Bromberg
- International Standard Name Identifier: 0000 0003 9801 5085
- Library of Congress Control Number: no2019128771
- Nederlandse Thesaurus van Auteursnamen: 101468571
- Système universitaire de documentation: 160742994
- Virtual International Authority File: 86191490